# 魯普龍屬
魯普龍屬（學名：Lupeosaurus）是種已滅絕合弓綱動物，是盤龍目基龍科的一屬，或是屬於個別的魯普龍科（Lupeosauridae）。
目前已發現兩個標本，都是顱後身體骨骼的骨頭碎片。生前身長被估計約60公分長，體重估計值約20公斤。